# Ljósá

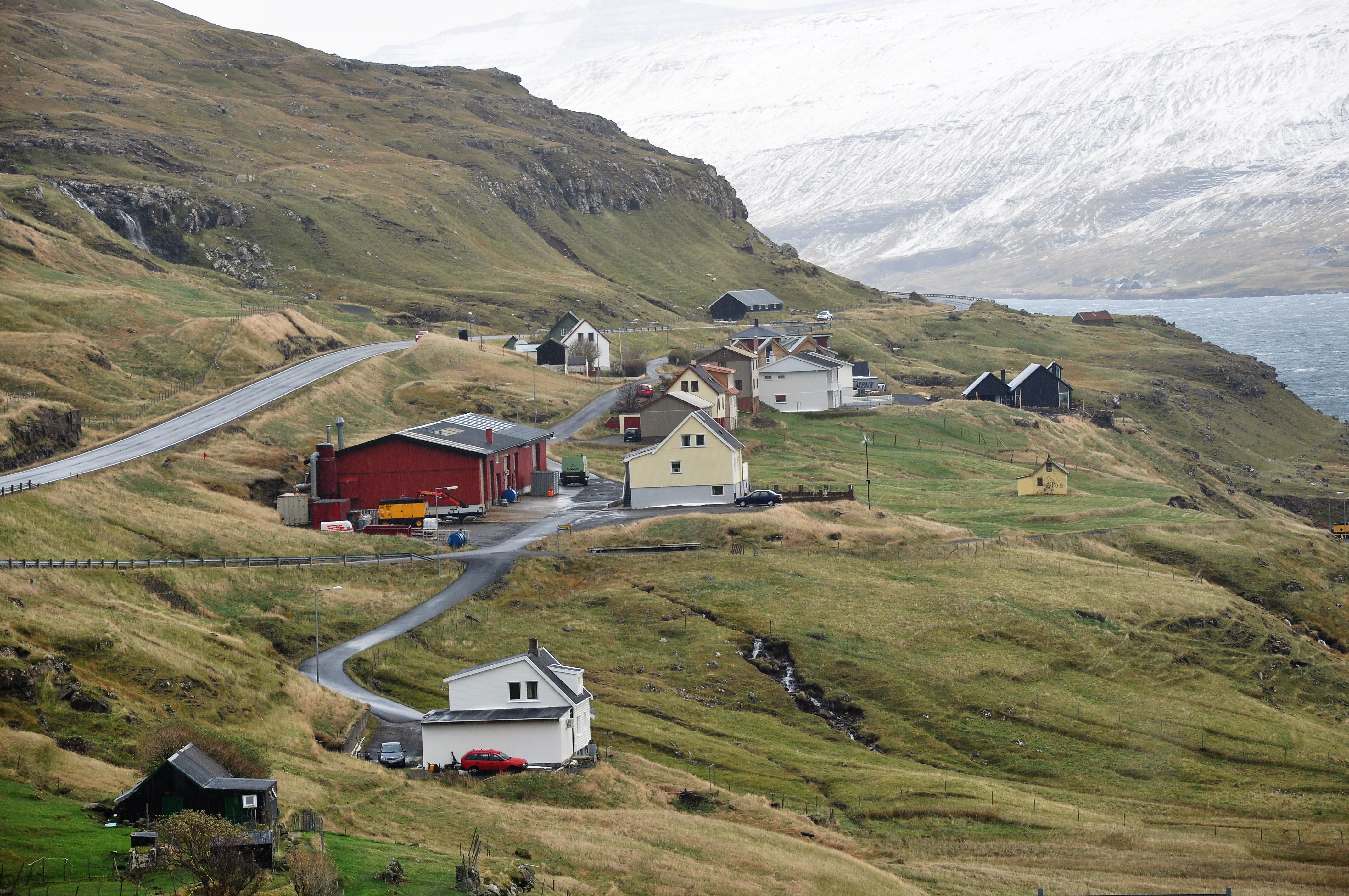
Ljósá

Ljósá (más néven Ljósáir, dánul: Lyså) település Feröer Eysturoy nevű szigetén. Közigazgatásilag Eiði községhez tartozik.

## Földrajz
A sziget nyugati oldalán, Eiðitől délre fekszik a Sundini partján.

## Történelem
A települést 1840-ben alapították, amikor a népesség növekedése miatt újabb földeket kellett művelésbe vonni.

## Népesség
| Év          | Lakosság |
| ----------- | -------- |
| 1986.01.01. | 32       |
| 1991.01.01. | 31       |
| 1996.01.01. | 31       |
| 2001.01.01. | 33       |
| 2006.01.01. | 36       |

## Közlekedés
Ljósából észak felé Eiði, dél felé Oyrarbakki (és rajta keresztül Tórshavn) érhető el közúton. A települést érinti a 200-as busz.

### Külső hivatkozások
- faroeislands.dk – fényképek és leírás (angol)
- Ljósá, Visit Eysturoy (feröeri, angol)
- Panorámakép a domboldalból[halott link] (dán)
- Ljósá, fallingrain.com (angol)